# كوندراتي ريليف
كوندراتي فيدروفيتش ريليف (27 سبتمبر 1795 - 25 يوليو 1826) (الروسية: Кондра́тий Фёдорович Рыле́ев) هو شاعر وناشر روسي، ومن أبرز قادة ثورة الديسمبريين في 1825، التي سعت عبر انقلاب عسكري إلى الإطاحة بالقيصريَّة في روسيا.

## سيرته
ولد ريليف في قرية باتوفو التي تقع الآن ضمن محافظة لينينغراد أوبلاست، في أسرة فقيرة ولكن من أصول نبيلة، كان أبوه مالك أراضٍ صغيرٍ، وعلى عكس عائلته التي واجهت صعوبات شديدة أُتِيحت الفرصة أمام ريليف للدراسة في فيلق باج، وهي أكاديمية عسكرية عالية المستوى لا يلتحق بها سوى أبناء النبلاء. وعقب تخرُّجه من الأكاديميَّة رُقِّي في الجيش، وشارك في الحروب النابليونيَّة ضمن لواء المدفعيَّة الاحتياطي الأوَّل، وحارب في معارك بولندا وألمانيا وفرنسا بين 1814 و1815. وفي 1818 قدَّم ريليف طلباً لإعفائه من الجيش، وعمل مدةً في تدريس أبناء مالك أراض ثري اسمه تيفاشيف، وبعد سنةٍ تزوَّج ناتاليا، وهي ابنة مالك الأراضي.
بعد زواجه نشط ريليف في نشر أعماله الأدبيَّة، وأصبح مشهوراً بين الأوساط الأدبيَّة بعد نشر قصيدته الغنائية الساخرة "إلى المُفضَّل"، التي وجَّهها إلى أحد رجال الدولة. وفي ذات السنة انضمّ ريليف إلى محفل ماسوني في سانت بطرسبورغ، وهناك تعرَّف على عددٍ من مُخطِّطي ثورة الديسمبريين. ومن سنة 1821 وحتى 1824 عمل ريليف في محاكم سانت بطرسبورغ، واستغلَّ منصبه في مساعدة عامَّة الشعب. وبدءاً من 1823 وحتى 1825 نشر ريليف بالاشتراك مع ألكسندر بيستوجيف مجلَّة أدبيَّة تضمَّنت مساهمات من أشهر أدباء روسيا مثل ألكسندر بوشكين وفاسيلي جوكوفسكي وإفيجيني باراتينسكي. كما استمرَّ أيضاً في نشر الشعر. تأثَّر ريليف في أعماله الأدبيَّة بالأدباء الروس المعاصرين له، وعلى وجه الخصوص ألكسندر بوشكين وجافريلا ديرزهافين ونيكولاي جينديش، إضافةً إلى الشاعر البريطاني لورد بايرون. ويُعدَّ ريليف شاعراً صغيراً، إلا أنَّ شعره كان مشهوراً في زمنه.
في عام 1823 انضمَّ ريليف إلى الجمعيَّة الشماليَّة الثورية، وهي منظمة تكونت بصورة رئيسية من جنود شاركوا في الحروب النابليونية، تهدف إلى استبدال الملكية المطلقة القائمة آنذاك في روسيا بإمَّا جمهورية ديمقراطية أو ملكية دستورية. لم يعتقد ريليف أنَّ الثورة ستنجح، ورجَّح أنَّ المشاركين فيها سُيقبض عليهم ويُعدمون، ومع هذا شارك في الثورة بقوَّة، لاعتقاده أنَّ تضحيتهم لن تذهب سداءً، وستساهم في يقظة الشعب الروسي. في 1824 رُقِّي ريليف في إدارة الجمعية، ولعب دوراً هاماً في التخطيط للثورة. وحول نوعيَّة الدولة التي ستقام بعد سقوط الملكيَّة اختار ريليف دولة ديمقراطية على غرار الدولة الأمريكية، وفي حال رفضت العائلة المالكة التخلَّى عن السلطة اختار ريليف إسقاطهم بالقوة، حتى وإن اضطر فعل ذلك إلى قتلهم. وفي صباح الثورة في 26 ديسمبر 1825 شارك ريليف في انتفاضة الجنود، غير أنَّ الثورة واجهت عراقيل منذ البداية، وكان واضحاً أنَّها ستفشل، وسُمِع ريليف في أثناء الموجهات وهو يقول:
وفي 27 ديسمبر اعتُقِل ريليف بسبب دوره في الثورة، وقدمت ضده تهم بالخيانة ومحاولة اغتيال القيصر، وحكم عليه بالإعدام غرقاً ثُمَّ بتر أطرافه، غير أنَّ طريقة الإعدام هذه لم يوافق عليها القيصر، وحكم عليه بالإعدام شنقاً مع أربعة آخرين من قادة الثورة. وعلى عكس أغلب المعقلين رفض ريليف توريط أي من رفقائه، بل وطلب من القضاء إعدامه هو وحده باعتباره المدبر الوحيد للثورة. أُعدِم ريليف علناً في 25 يوليو 1826، وهو يحمل في يديه ديواناً لبايرون، مع القادة الأربعة الآخرين للثورة.

## روابط خارجية
- كوندراتي ريليف على موقع الموسوعة البريطانية (الإنجليزية)
- كوندراتي ريليف على موقع ميوزك برينز (الإنجليزية)
- كوندراتي ريليف على موقع ديسكوغز (الإنجليزية)